# Riverside Jazzclub (Odense)
Riverside Jazzclub i Odense var i 1950'erne og 1960'erne Danmarks største jazzklub. Jazzklubbens første tlhørssted i Højskoleforeningens bygning i Slotsvænget. Der blev spillet musik af mange bands, mest traditionel jazz bl.a. leveret af husorkesteret, Riverside Jazzband. Andre bands var Pater Johans Jazzmen, Jazzclub, Papa Bue og Rosita Thomas,
På et tidspunkt var der over 12.000 medlemmer.
Det store medlemstal gav basis for arrangementer med nogle af jazzens store navne.
- Louis Armstrong gav to koncerter i Fyns Forum i januar 1959
- George Lewis gav koncert den 7.2. 1959 i Fyens Forum.
- Chris Barber gav koncert i februar 1958 Fyns Forum

## Eksterne links og referencer
- Louis Armstrong i Fyns Forum 1959
- Chris  Barber i Riverside Jazzclub 1958
- Odense, danseaften i jazzklub 1960. Fynske billeder.dk
- Pater Johans Jazzmen på Riverside. Fynske billeder.dk

|  | Denne artikel om en bygning eller et bygningsværk kan blive bedre, hvis der indsættes et (bedre) billede. Du kan hjælpe ved at afsøge Wikimedia Commons for et passende billede eller lægge et op på Wikimedia Commons med en af de tilladte licenser og indsætte det i artiklen. |

|  | Denne artikel kan blive bedre, hvis der indsættes geografiske koordinater Denne artikel omhandler et emne, som har en geografisk lokation. Du kan hjælpe ved at indsætte koordinater i wikidata. |